# 反共黑客
反共黑客是反对中国共产党一党专政的黑客组织。其手段是通过掌握中国境内大量网站漏洞，采用预先植入后门等手段，控制一些网站服务器，持续篡改中国境内政府和重要信息系统部门、企事业单位网站，并在篡改页面上发布反对中国共产党言论。不过亦有针对广播电视网络的攻击。到2013年為止，它至少入侵了600餘個中國境內網站。

## 著名攻击事件

### 2014年温州有线电视遭黑客攻击事件
2014年8月1日晚，温州有线电视的机顶盒遭到黑客控制。电视显示，但画面播放出了多个反共标语，如“释放王炳章”、“共匪才是罪犯”、“大片土地给俄，反打起钓鱼岛、香港台湾主意”、“去×妈三个自信”、“不要和土共魔鬼合作”以及“我们的天赋人权自由被剥夺，我们的家园一直被敌人占领”等字句，还有诸多敏感相片，包括六四事件中的坦克人、西藏自焚僧人、维权人士被自杀，以及王炳章、朱虞夫、刘晓波、郭飞雄等人的肖像，要求立刻释放被关押的维权人士。其间黑客呼吁称，“请长时间保留此文，不要配合土共伪政权删除”。
黑客攻击持续了几十分钟后，节目被中断。依据网友在网络上分发的截图显示的电视画面，袭击者自称“反共黑客”，代号“NDS”。温州市政府将此事上报到了浙江省政府，随后关闭了所有电视信号、全市均无法接收电视。而大量民众则在网络上抱怨“没电视看”。

### 2014年攻击人民大学书报资料中心事件
六四事件二十五周年纪念日来临之际，“反共黑客”攻入人民大学书报资料中心，在网站首页的显眼处挂上“铲除共匪，昭雪六四！”不过，该网站在次日（6月3日）已无法显示。事后反共黑客在其官网展示截图写道：2014年6月2日夜，攻克中共人民大学书报资料中心。

## 其他攻击事件
到2012年底為止，国家互联网应急中心共監測到涉及90個部門的142個網站被「反共黑客」組織篡改。「反共黑客」2013年對中國境內120餘個政府網站實施篡改，目前至少入侵600餘個中國境內網站。
「反共黑客」於2012年中共十八大前夕，對中國境內的各大政府、高校門戶網站實施了持續性定點滲透，篡改網站頁面，散播反共言論。2013年6月1日至6月7日，攻擊了長春教育局、武漢理工大學管理學院和瀋陽房產局的網站。2013年7月11日凌晨，登錄中國紅十字基金會微博，並連續發佈大量微博。反共黑客分別於2014年4月21日、25日、27日對浙江省溫州市人民代表大會網站、廣東省珠海市斗門區信訪局網站、天津市津南區衛生監督所網站進行篡改頁面攻擊。它於5月6日、9日對安徽省合肥市蜀山區民政局網站、安徽省宣城市廣播電視大學網站進行篡改頁面攻擊。它分別於5月12日、15日、18日對浙江省杭州市安全生產監督管理局網站、北京理工大學團委網站、中華男科學雜誌網站進行篡改頁面攻擊。

## 各界反应

### 中国官方
中国國家互聯網應急中心運行部主任王明華表示，「反共黑客」每次攻擊中國政府網站的IP地址都來自加拿大、美國等境外國家。它通過掌握中國境內大量網站漏洞，採用預先植入後門等手段，控制一些網站伺服器，持續篡改中國境內政府和重要信息系統部門、企事業單位網站頁面。其活动很有周期性，每周都要攻击两三个网站。